# I. Ulászló mauzóleum (Várna)
A Várnai Ulászló parkmúzeum a bulgáriai Várnában található, a Hunyadi Jánosról elnevezett úton. I. Ulászló 1444-ben, az Oszmán Birodalom elleni várnai csatában itt esett el. Azt a helyet, ahol a lengyel-magyar király elesett, a bolgárok már a török elnyomás alatti időkben is fakeresztekkel jelölték meg.
A várnai csata és I. Ulászló emlékének állított parkot 1924-ben alapították. 1935-ben mauzóleumot emeltek I. Ulászlónak VLADISLAO VARNENSI felirattal, ebben Ulászló jelképes sírja (kenotáfiuma) áll. A várnai csata 520. évfordulóján (1964-ben) múzeumot alapítottak, amely a Várna melletti ütközetre vonatkozó dokumentumokat állítja ki, illetve fegyvereket, melyeket varsói, budapesti, prágai, bukaresti és belgrádi múzeumok adományoztak.
A helyen két i. e. 4. századi trák sír is található.